# 梅尔克赛姆
梅尔克赛姆（法語：Merxheim，法語發音：[mɛʁksaim] ⓘ）是法国上莱茵省的一个市镇，属于坦恩-盖布维莱尔区。

## 地理
梅尔克赛姆（47°54'39"N, 7°17'33"E）面积9.1 平方千米，位于法国大東部大區上莱茵省，该省份为法国东部内陆省份，是阿尔萨斯的一部分，今与下莱茵省组成了阿尔萨斯欧洲集体，其北临下莱茵省，西接孚日省，西南接贝尔福地区省，东侧沿莱茵河与德国相望，南与瑞士接壤。
与梅尔克赛姆接壤的市镇（或旧市镇、城区）包括：贡多尔赛姆、雷吉赛姆、梅埃南、曼维莱、温格赛姆、雷德赛姆、伊瑟奈姆。
梅尔克赛姆的时区为UTC+01:00、UTC+02:00（夏令时）。

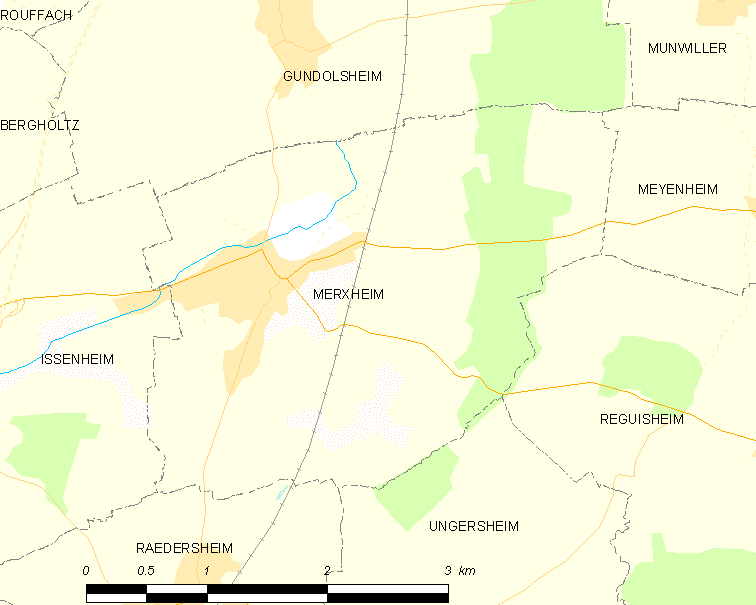
梅尔克赛姆的OSM定位图

## 行政
梅尔克赛姆的邮政编码为68500，INSEE市镇编码为68203。

## 政治
梅尔克赛姆所属的省级选区为盖布维莱尔县。

## 人口

1962-2008年间梅尔克赛姆人口变化图示

梅尔克赛姆于2022年1月1日时的人口数量为1341人。